# Pilpul
Pilpul ((HE) : פלפול, liberamente tradotto come "analisi dettagliata") deriva dal verbo "pilpel" che letteralmente significa “condire”, “speziare” e in senso lato “dibattere violentemente”. Poiché con tale dibattito la materia viene per così dire “condita” e “arricchita”, la parola stessa si identifica con analisi penetrante, disputa, e ragionamento conclusivo.

## Esegesi ebraica
Il pilpul si riferisce ad un metodo di studio sistematico degli scritti talmudici tramite intense analisi testuali per spiegare differenze interpretative tra le varie regole halakhiche o per riconciliare apparenti contraddizioni presenti nelle letture esegetiche di testi diversi. Questa attività, che si basa su Avot (6:6) del Talmud babilonese (Shabbat 31a), Rashi (commentario al Trattato Kiddushin del Talmud babilonese, 30a, s.v. "Talmud") e su Maimonide (Yad HaChazakah, Sefer Madda, Studio delle Leggi della Torah, 1:11), richiede una derivazione delle strutture concettuali implicite nella varie leggi ebraiche.
La caratteristica essenziale del pilpul è che deve condurre ad una chiara comprensione dell'oggetto in discussione, penetrandolo nella sua essenza e adottando precise distinzioni e un'accurata differenziazione di concetti. Con questo metodo una frase o una massima viene esaminata attentamente, i vari concetti che la includono sono esattamente determinati, e tutte le possibili conseguenze che potrebbero scaturirne vengono vagliate con meticolosità.
Esistono due versioni del Talmud che raccolgono opinioni e interpretazioni della Bibbia, spesso in contrasto fra loro. Lo studio sistematico di entrambi ha prodotto nella psiche ebraica una marcata propensione alla dialettica, a volte espressa negativamente in italiano con «tagliare un capello in quattro» e che in ebraico è reso appunto dalla parola pilpul. L'esercizio del pilpul provocava discussioni creative interminabili e svisceramenti senza fine dei molteplici argomenti talmudici, a tal punto che nel XVI secolo il metodo del pilpul era utilizzato nelle accademie rabbiniche (yeshivot) per sviluppare le facoltà espressive e logiche degli studenti. Il pilpul era considerato una delle 48 virtù che permettevano d'imparare la Torah. “Esemplare in questo senso il fatto che, nel Talmud, un argomento che minaccia di risolvere una controversia è ritenuto una difficoltà (kushia), mentre quello che la ristabilisce è stimato essere una soluzione (terutz).”
Secondo una spiegazione razionale il metodo pilpulistico non viene soddisfatto dall'ottenimento di un'opinione parziale. Dopo aver raggiunto il risultato desiderato con un dato ragionamento, analizza la possibilità se lo stesso risultato non possa venir raggiunto con un'altra argomentazione, cosicché, nel caso la prima procedura argomentativa venisse refutata, un altro metodo e un'altra prova del risultato ottenuto possa venir proposta.

## Cattolicesimo
Tommaso d'Aquino ne fece ampio uso nella sua Summa Theologica, come anche altri teologi cristiani antichi e contemporanei, nei loro trattati esegetici.